# Rhombozoa
Rhombozoa is een klasse van kleine parasieten binnen de stam Dicyemida die in het urogenitaal stelsel van inktvissen (Cephalopoda) leven. Voor men de naam Rhombozoa in gebruik nam, werden deze organismen aangeduid met de naam Dicyemida, maar tegenwoordig is Rhombozoa de meest gebruikte naam.
Over de classificatie van deze organismen bestaat veel discussie. Traditioneel worden Rhombozoa samen met de Orthonectida ingedeeld in de Mesozoa. Maar moleculaire fylogenie toont aan dat Rhombozoa wellicht nauwer verwant zijn aan rondwormen.
Tot de klasse Rhombozoa worden drie verschillende families gerekend, meer bepaald Conocyemidae, Dicyemidae en Kantharellidae.

## Anatomie
Volwassen Rhombozoa variëren in lengte van 0,5 tot 7 millimeter. Ze kunnen gemakkelijk worden bekeken met een lichtmicroscoop. Ze vertonen doorgaans eutelie, een eigenschap dat elk volwassen individu van een bepaalde soort hetzelfde aantal cellen heeft. Door het celaantal te bepalen kan men dus verschillende soorten Rhombozoa van elkaar onderscheiden.
Het bouwplan van de Rhombozoa is vrij simpel. Het bestaat uit een axiale cel die omgeven is door een mantel met 20 tot 30 trilhaarcellen. Ze gebruiken het voorste deel van hun lichaam om zich te hechten aan het oppervlak van het urogenitaalstelsel van de gastheer (aan de nieren).

## Levenscyclus
Rhombozoa kunnen zich zowel geslachtelijk als ongeslachtelijk vermeerderen. Ongeslachtelijke voortplanting gebeurt voornamelijk in juveniele en onvolwassen gastheren, geslachtelijke voortplanting treedt doorgaans in volwassen gastheren op. Bij ongeslachtelijke voortplanting worden er wormvormige larven geproduceerd in de axiale cel. Deze komen vrij en ontwikkelen zich tot volwassen vorm.

## Taxonomie
- Orde Dicyemida
  - Familie Dicyemidae Van Beneden, 1882
    - Geslacht Dicyema von Kolliker, 1849
      - Dicyema acciaccatum McConnaughey, 1949
      - Dicyema acheroni McConnaughey, 1949
      - Dicyema acuticephalum Nouvel, 1947
      - Dicyema aegira McConnaughey & Kritzler, 1952
      - Dicyema akashiense Furuya, 2005
      - Dicyema apalachiensis Short, 1962
      - Dicyema apollyoni Nouvel, 1947
      - = Dicyema balamuthi McConnaughey, 1949
      - = Dicyema coluber Wheeler, 1897
      - Dicyema australis Penchaszadeh, 1969
      - Dicyema awajiense Furuya, 2005
      - Dicyema balanocephalum Furuya, 2006
      - Dicyema banyulensis Furuya & Hochberg, 1999
      - Dicyema benedeni Furuya & Hochberg, 1999
      - Dicyema benthoctopi Hochberg & Short, 1970
      - Dicyema bilobum Couch & Short, 1964
      - Dicyema briarei Short, 1961
      - Dicyema calamaroceum Catalano & Furuya, 2013
      - Dicyema caudatum Bogolepova-Dobrokhotova, 1960
      - Dicyema clavatum Furuya & Koshida, 1992
      - Dicyema codonocephalum Hidetaka, 2008
      - Dicyema coffinense Catalano, 2013
      - Dicyema colurum Furuya, 1999
      - Dicyema dolichocephalum Furuya, 1999
      - Dicyema erythrum Furuya, 1999
      - Dicyema furuyi Catalano, 2013
      - Dicyema ganapatii Kalavati, Narasimhamurti & Suseela, 1984
      - Dicyema guaycurense Castellanos-Martinez, Carmen Gomez, Hochberg, Gestal & Furuya, 2011
      - Dicyema hadrum Furuya, 1999
      - Dicyema helocephalum Furuya, 2005
      - Dicyema hypercephalum Short, 1962
      - Dicyema irinoense Furuya, 2005
      - Dicyema japonicum Furuya & Tsuneki, 1992
      - Dicyema knoxi Short, 1971
      - Dicyema koinonum Catalano, 2013
      - Dicyema koshidai Furuya & Tsuneki, 2005
      - Dicyema leiocephalum Furuya, 2006
      - Dicyema lycidoeceum Furuya, 1999
      - Dicyema macrocephalum (van Beneden, 1876)
      - Dicyema madrasensis Kalavati, Narasimhamurti & Suseela, 1984
      - Dicyema maorum Short, 1971
      - Dicyema megalocephalum Nouvel, 1934
      - Dicyema microcephalum Whitman, 1883
      - Dicyema misakiense Nouvel & Nakao, 1938
      - Dicyema monodi Nouvel, 1934
      - Dicyema moschatum Whitman, 1883
      - = Dicyemella wageneri Van Beneden
      - Dicyema multimegalum Catalano, 2013
      - Dicyema nouveli Kalavati, Narasimhamurti & Suseela, 1984
      - Dicyema octopusi Kalavati, Narasimhamurti & Suseela, 1984
      - Dicyema oligomerum Bogolepova-Dobrokhotova, 1960
      - Dicyema orientale Nouvel & Nakao, 1938
      - Dicyema oxycephalum Furuya, 2009
      - Dicyema papuceum Catalano, 2013
      - Dicyema paradoxum von Kölliker, 1849
      - = Dicyema clausiana Van Beneden, 1876
      - Dicyema platycephalum Penchaszadeh, 1968
      - Dicyema pyjamaceum Catalano & Furuya, 2013
      - Dicyema rhadinum Furuya, 1999
      - Dicyema robsonellae Short, 1971
      - Dicyema rondeletiolae Nouvel, 1944
      - Dicyema schulzianum (van Beneden, 1876)
      - Dicyema sepiellae Furuya, 2008
      - Dicyema shimantoense Furuya, 2008
      - Dicyema shorti Furuya, Damian & Hochberg, 2002
      - Dicyema sphaerocephalum Furuya, 2005
      - Dicyema sphyrocephalum Furuya, 1999
      - Dicyema sullivani McConnaughey, 1949
      - Dicyema tosaense Furuya, 2005
      - Dicyema typoides Short, 1964
      - Dicyema typus Van Beneden, 1876
      - Dicyema vincentense Catalano, 2013
      - Dicyema whitmani Furuya & Hochberg, 1999

    - Geslacht Dicyemennea Whitman, 1883
      - Dicyemennea abasi McConnaughey, 1949
      - Dicyemennea abbreviata McConnaughey, 1949
      - Dicyemennea abelis McConnaughey, 1949
      - Dicyemennea abreida McConnaughey, 1957
      - Dicyemennea adminicula (McConnaughey, 1949)
      - = Conocyema adminicula McConnaughey, 1949
      - Dicyemennea adscita McConnaughey, 1949
      - Dicyemennea antarcticensis Short & Hochberg, 1970
      - Dicyemennea bathybenthum Furuya & Hochberg, 2002
      - Dicyemennea brevicephala McConnaughey, 1941
      - Dicyemennea brevicephaloides Bogolepova-Dobrokhotova, 1962
      - Dicyemennea californica McConnaughey, 1941
      - Dicyemennea canadensis Furuya, Hochberg & Short, 2002
      - Dicyemennea chukchiense Furuya, 2010
      - Dicyemennea coromadelensis Kalavati, Narasimhamurti & Suseela, 1978
      - Dicyemennea curta Bogolepova-Dobrokhotova, 1962
      - Dicyemennea discocephalum Hochberg & Short, 1983
      - Dicyemennea dogieli Bogolepova-Dobrokhotova, 1962
      - Dicyemennea dorycephalum Furuya & Hochberg, 2002
      - Dicyemennea eledones (Wagener, 1857)
      - = Dicyemennea mulleri
      - Dicyemennea eltanini Short & Powell, 1969
      - Dicyemennea filiformis Bogolepova-Dobrokhotova, 1962
      - Dicyemennea floscephalum Catalano, 2013
      - Dicyemennea gracile (Wagener, 1857)
      - = Dicyemina koellikeriana
      - = Dicyema gracile
      - = Microcyema gracile (Wagenar, 1857)
      - Dicyemennea granularis McConnaughey, 1949
      - Dicyemennea gyrinodes Furuya, 1999
      - Dicyemennea kaikouriensis Short & Hochberg, 1969
      - Dicyemennea lameerei Nouvel, 1932
      - Dicyemennea littlei Short & Hochberg, 1970
      - Dicyemennea longinucleata Bogolepova-Dobrokhotova, 1962
      - Dicyemennea marplatensis (Penchaszadeh & Christiansen, 1970)
      - = Conocyema marplatensis Penschaszadeh & Christiansen, 1970
      - Dicyemennea mastigoides Furuya, 1999
      - Dicyemennea minabense Furuya, 1999
      - Dicyemennea nouveli McConnaughey, 1959
      - Dicyemennea ophioides Furuya, 1999
      - Dicyemennea parva Hoffman, 1965
      - Dicyemennea pileum Furuya, 2008
      - Dicyemennea rossiae Bogolepova-Dobrokhotova, 1962
      - Dicyemennea rostrata Short & Hochberg, 1969
      - Dicyemennea ryukyuense Furuya, 2006
      - Dicyemennea spencerense Catalano, 2013
      - Dicyemennea trochocephalum Furuya, 1999
      - Dicyemennea umbraculum Furuya, 2009

    - Geslacht Dicyemodeca
      - Dicyemodeca anthinocephalum Furuya, 1999
      - Dicyemodeca deca (McConnaughey, 1957)
      - = Conocyema deca McConnaughey, 1957
      - Dicyemodeca dogieli Bogolepova, 1957

    - Geslacht Dodecadicyema Kalavati & Narasimhamurti, 1979
      - Dodecadicyema loligoi Kalavati & Narasimhamurti, 1980

    - Geslacht Pleodicyema
      - Pleodicyema delamarei Nouvel, 1961

    - Geslacht Pseudicyema Nouvel, 1933
      - Pseudicyema cappacephalum Furuya, 2009
      - Pseudicyema nakaoi Furuya, 1999
      - Pseudicyema truncatum (Whitman, 1883)
      - = Dicyema truncatum Whitman, 1883

  - Familie Kantharellidae
    - Geslacht Kantharella Czaker, 1994
      - Kantharella antarctica Czaker, 1994
- Orde Heterocyemida
  - Familie Conocyemidae
    - Geslacht Conocyema Van Beneden, 1882
      - Conocyema polymorpha Van Beneden, 1882

    - Geslacht Microcyema Van Beneden, 1882
      - Microcyema vespa Van Beneden, 1882